# Naomi Faerber
Naomi Faerber (Paramaribo, circa 1994/1995) is een Surinaams zangeres. Haar carrière begon vanaf haar zestiende vorm te krijgen. Ze bereikte de nummer 1-positie in Surinaamse radiohitlijsten en koos in 2020 voor een vervolg van haar carrière in Nederland. Ze was een van de deelneemsters van The Voice of Holland 2020/2021 tot en met de ronde van The Knockouts.

## Biografie

### Suriname
Naomi Faerber werd in circa 1994/1995 geboren Paramaribo en is daar ook opgegroeid. Ze zingt vanaf jonge leeftijd en trad vaak op tijdens feesten. Ook schreef ze eigen nummers. Vanaf haar zestiende zong ze in het casino en deed ze zingende boodschappen voor Stichting Sumuent.
Ze maakte deel uit van de formatie Team 16, die uit zestien leden bestond, en vervolgens van Team 16 Vibes dat een voortzetting daarvan was met vijf leden. In juni 2015 zong ze hun debuutsingle Sorry in, die ze uitbrachten in een kaboela/house-versie. Ook zong ze solo, zoals tijdens het Fête de la musique in Fort Zeelandia van dat jaar.
Sinds de tweede helft van 2016 werkte ze geregeld samen met de producer Roberto Banel, en bereikte ze de nummer 1-positie in verschillende radiohitlijsten. Hun samenwerking begon toen Banel haar vroeg als zangeres op de single Sondro yu met de band New Style. Voor Faerber was het de eerste keer dat ze in het genre kaseko zong. In hetzelfde jaar produceerde Banel haar single Ben je ready. In 2017 werd ze uitgeroepen tot de Beste urban artiest bij de uitreiking van de Sumusic Awards. Verder was ze dat jaar te horen op de EP Feelings van de zangeres Tranga Rugie en nam ze een Valentijnsnummer op met de zanger Kater Karma.

### Nederland
Om op streamingdiensten en via YouTube meer views te kunnen halen, had ze meer bekendheid nodig. Om die reden ging ze in februari 2020 naar Europa om een tour in onder meer Nederland te houden. Haar zoontje (geboren circa 2014) bleef bij haar moeder in Suriname wonen. In Europa aangekomen gaf ze haar welkomstshow met Jackson Blai in België en verder nog een Valentijnshow met Tranga Rugie, totdat ze haar tour moest afblazen vanwege de uitbraak van de coronapandemie. Ondertussen nam ze nog het nummer Wortu op met de zanger Anijs (Avion Boyz) en wachtte ze op een bericht van de SLM om met een repatriëringsvlucht terug te keren naar Suriname.
In november bracht ze via Facebook naar buiten dat ze een van de deelnemers was van de talentenjacht The Voice of Holland. Door de coronacrisis verliep de eerste serie van audities via zoom. Terwijl ze daarna in een vrijwel lege televisiestudio optrad, werd ze via de televisie gevolgd door meer dan twee miljoen kijkers. In het programma zat ze in het team van Ali B en kwam ze door de Blind Auditions. Uiteindelijk kwam ze niet door The Knockouts en eindigde dit avontuur voor haar.
Tussendoor speelde ze een gastrol in de televisieserie Mocro Maffia die begin 2021 in Nederland werd uitgezonden.